# Liste de romans de zombies
Ceci est une liste non exhaustive des romans de zombies.

## Romans
| Titre VF                                          | Titre VO                                                   | Auteur                                | Année | Origine     |
| ------------------------------------------------- | ---------------------------------------------------------- | ------------------------------------- | ----- | ----------- |
| Alsaciens vs Zombies                              |                                                            | Amparo Seith                          | 2015  | France      |
| Apocalypse Z 1 : Le début de la fin               | Apocalipsis Z : El Principio Del Fin                       | Manel Loureiro                        | 2008  | Espagne     |
| Apocalypse Z 2 : Les jours sombres                | Los Días Oscuros                                           | Manel Loureiro                        | 2010  | Espagne     |
| Apocalypse Z 3 : La colère des justes             | La Ira de los Justos                                       | Manel Loureiro                        | 2011  | Espagne     |
| Apocalypse Zombie                                 | Dead of Night (zombie novels) (en)                         | Jonathan Maberry                      | 2011  | États-Unis  |
| Chroniques de l'Armageddon - 1                    | Day by day Armageddon (de)                                 | J. L. Bourne (de)                     | 2007  | États-Unis  |
| Chroniques de l'Armageddon - 2 : Exil             | Day by Day Armageddon: Beyond Exile (de)                   | J. L. Bourne (de)                     | 2010  | États-Unis  |
| Chroniques de l'Armageddon - 3 : Opération Zombie | Day by Day Armageddon: Shattered Hourglass                 | J. L. Bourne (de)                     | 2012  | États-Unis  |
| Guide de survie en territoire zombie              | The Zombie Survival Guide                                  | Max Brooks                            | 2003  | États-Unis  |
| Homeland of the Dead                              | Tooth and Nail                                             | Craig DiLouie                         | 2010  | États-Unis  |
| Infection - 1                                     | Infection                                                  | Craig DiLouie                         | 2011  | États-Unis  |
| Infection - 2 : Champ de mort                     | The Killing Floor                                          | Craig DiLouie                         | 2012  | États-Unis  |
| Je suis une légende                               | I am Legend                                                | Richard Matheson                      | 1954  | États-Unis  |
| L'Éducation de Stony Mayhall                      | Raising Stony Mayhall                                      | Daryl Gregory                         | 2011  | États-Unis  |
| L'homme des morts                                 | The Return Man                                             | V.M. Zito                             | 2012  | États-Unis  |
| La Forêt des Damnés                               | The Forest of Hands and Teeth                              | Carrie Ryan                           | 2009  | États-Unis  |
| La nuit a dévoré le monde                         |                                                            | Pit Agarmen                           | 2012  | France      |
| La Nuit des morts-vivants                         | Night of the Living Dead                                   | John A. Russo                         | 1974  | États-Unis  |
| Le Retour des morts vivants                       | Return of the Living Dead                                  | John A. Russo                         | 1978  | États-Unis  |
| Le Réveil des morts vivants                       | Return of the Living Dead                                  | John A. Russo                         | 1978  | États-Unis  |
| Le Virus Morningstar - 1 : Le Fléau des morts     | Plague of the Dead                                         | Zachary Allan Recht                   | 2006  | États-Unis  |
| Le Virus Morningstar - 2 : Les Cendres des Morts  | Thunder and Ashes                                          | Zachary Allan Recht                   | 2008  | États-Unis  |
| Le Virus Morningstar - 3 : Survivants             | Survivors                                                  | Zachary Allan Recht et Thom Brannan   | 2012  | États-Unis  |
| Les Décharnés : Une lueur au crépuscule           |                                                            | Paul Clément                          | 2015  | France      |
| Les Faucheurs sont les Anges                      | The Reapers are the Angels                                 | Alden Bell                            | 2010  | États-Unis  |
| Patient zéro                                      | Patient Zero: A Joe Ledger Novel                           | Jonathan Maberry                      | 2009  | États-Unis  |
| The Walking Dead : L'Ascension du Gouverneur      | The Walking Dead: Rise of the Governor (en)                | Robert Kirkman et Jay Bonansinga (en) | 2011  | États-Unis  |
| The Walking Dead : La Route de Woodbury           | The Walking Dead: The Road to Woodbury (en)                | Robert Kirkman et Jay Bonansinga (en) | 2012  | États-Unis  |
| The Walking Dead : La Chute du Gouverneur         | The Walking Dead: The Fall of the Governor (en)            | Robert Kirkman et Jay Bonansinga (en) | 2013  | États-Unis  |
| The Walking Dead : La Chute du Gouverneur 2       | The Walking Dead: The Fall of the Governor (en)            | Robert Kirkman et Jay Bonansinga (en) | 2014  | États-Unis  |
| The Walking Dead : L'ère du prédicateur           | Robert Kirkman's The Walking Dead: Descent (pt)            | Robert Kirkman et Jay Bonansinga (en) | 2014  | États-Unis  |
| The Walking Dead : Invasion                       | Robert Kirkman's The Walking Dead: Invasion (en)           | Robert Kirkman et Jay Bonansinga (en) | 2015  | États-Unis  |
| The Walking Dead : Cherche et tue                 | Robert Kirkman's The Walking Dead: Search and Destroy (en) | Robert Kirkman et Jay Bonansinga (en) | 2016  | États-Unis  |
| The Walking Dead : Retour à Woodbury              | Robert Kirkman's The Walking Dead: Return to Woodbury (en) | Robert Kirkman et Jay Bonansinga (en) | 2017  | États-Unis  |
| Un blog trop mortel                               | Allison Hewitt Is Trapped                                  | Madeleine Roux                        | 2011  | États-Unis  |
| Vivants                                           | Warm Bodies (en)                                           | Isaac Marion (en)                     | 2010  | États-Unis  |
| World War Z                                       | World War Z                                                | Max Brooks                            | 2006  | États-Unis  |
| Zom-B                                             | Zom-B                                                      | Darren Shan                           | 2012  | Royaume-Uni |
| Zom-B Underground                                 | Zom-B Underground                                          | Darren Shan                           | 2013  | Royaume-Uni |
| Zom-B City                                        | Zom-B City                                                 | Darren Shan                           | 2013  | Royaume-Uni |
| Zom-B Angels                                      | Zom-B Angels                                               | Darren Shan                           | 2013  | Royaume-Uni |
| Zom-B Baby                                        | Zom-B Baby                                                 | Darren Shan                           | 2013  | Royaume-Uni |
| Zom-B Gladiator                                   | Zom-B Gladiator                                            | Darren Shan                           | 2014  | Royaume-Uni |
| Zom-B Mission                                     | Zom-B Mission                                              | Darren Shan                           | 2014  | Royaume-Uni |
| Zom-B Clans                                       | Zom-B Clans                                                | Darren Shan                           | 2014  | Royaume-Uni |
| Zom-B Family                                      | Zom-B Family                                               | Darren Shan                           | 2014  | Royaume-Uni |
| Zom-B Bride                                       | Zom-B Bride                                                | Darren Shan                           | 2015  | Royaume-Uni |
| Zom-B Fugitive                                    | Zom-B Fugitive                                             | Darren Shan                           | 2015  | Royaume-Uni |
| Zombie Business                                   | Flip this Zombie                                           | Jesse Petersen                        | 2011  | États-Unis  |
| Zombie Story 1 - Zombie Island                    | Monster Island                                             | David Wellington                      | 2004  | États-Unis  |
| Zombie Story 2 - Zombie Nation                    | Monster Nation (en)                                        | David Wellington                      | 2005  | États-Unis  |
| Zombie Story 3 - Zombie Planet                    | Monster Planet (en)                                        | David Wellington                      | 2005  | États-Unis  |
| Zombie Thérapie                                   | Married with Zombies                                       | Jesse Petersen                        | 2010  | États-Unis  |
| Zombies, Un horizon de cendres                    |                                                            | Jean-Pierre Andrevon                  | 2004  | France      |

## Nouvelles et recueils de nouvelles
| Titre VF                                  | Titre VO                          | Auteur    | Année | Origine    |
| ----------------------------------------- | --------------------------------- | --------- | ----- | ---------- |
| L'armée des morts : une anthologie zombie | The New Dead : A Zombie Anthology | Collectif | 2010  | États-Unis |
| Zombies et autres infectés                |                                   | Collectif | 2014  | France     |